# Stratford (Oklahoma)
Stratford est une ville du comté de Garvin, dans l'État d'Oklahoma, aux États-Unis,. En 2010, elle compte une population de 1 525 habitants.

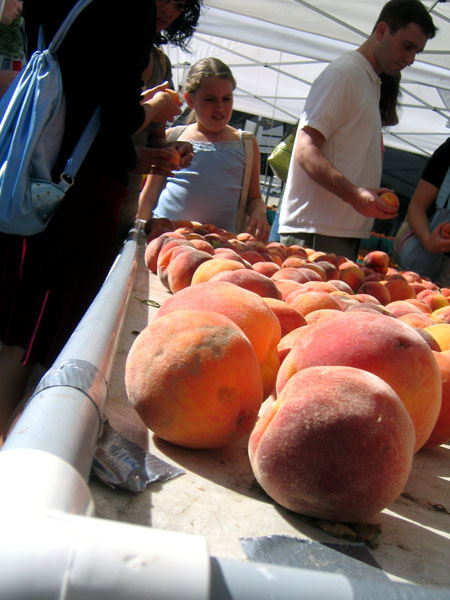
Stratford est la capitale mondiale de la pêche autoproclamée

## Démographie
Lors du recensement de 2010, la ville comptait une population de 1 525 habitants, tandis qu'en 2019, elle est estimée à 1 525 habitants.